# رون هدسون
رون هدسون (بالإنجليزية: Ron Hudson)‏ هو مدرب رياضي أمريكي، ولد في 1947.